# 仲尼雄墓地
仲尼雄墓地，位于西藏自治区拉萨市林周县唐古乡江多村，是一组时代为唐朝的古墓葬。

## 简介
仲尼雄墓地是林周县境内的重要文物。
2011年，为保护旁多水利枢纽工程淹没区的文物，西藏自治区有关单位对旁多水利枢纽工程淹没区文物进行了考古发掘。受拉萨市文物局的委托，西藏自治区文物研究所承担了考古任务。2011年4月20日，文物考古人员正式进场，计划在同年9月中旬完成野外考古工作，整个工作为期5个月。此次考古重点是位于旁多水利枢纽工程淹没区的三个文物点：唐古乡江多村亚松塘72万平方米范围内的石圈遗迹，江多村江琼塘480平方米范围内的石圈遗迹，江多村仲尼雄62号墓。